# Маринелла
Маринелла (греч. Μαρινέλλα), настоящее имя Кириаки Пападопулу (греч. Κυριακή Παπαδοπούλου, род. 19 мая 1938 года, Салоники) — греческая певица, чья карьера охватила несколько десятилетий. Поёт профессионально с 1956 года. Первой представила Грецию на Песенном конкурсе Евровидение 1974 года. Ныне Маринеллу характеризуют как «примадонну» греческой музыки.

## Жизнеописание

### Ранние годы
Маринелла родилась в городе Салоники на севере Греции. Её родители были греческими беженцами из Константинополя. Маринелла была четвёртым и самым младшим ребёнком в семье. В семье все пели, её отец пытался научить детей танцевать вальс и танго.
С четырёх лет Маринелла пела на радио в детской программе, а затем зарабатывала первые карманные деньги рекламой магазинов в Салониках. Она принимала участие во многих спектаклях театра для детей, но позже все бросила, чтобы окончить школу.
В семнадцать лет поступила в труппу театра Мэри Лоран. Однажды певица труппы заболела, и Маринеллу попросили её заменить. Вскоре Маринелла стала солисткой труппы. Позже она вступила в военный театр, потому что заработная плата там была больше. В то же время она начала свою карьеру в качестве певицы в «Πανόραμα» в Салониках, где Толис Хармас придумал ей псевдоним Маринелла, вдохновленный одноимённой песней.

### Профессиональная карьера
Она записала свою первую песню «Νίτσα, Ελενίτσα» в 1957 году. Её ранняя карьера была отмечена сотрудничеством с певцом Стелиосом Казандзидисом. Вместе им удалось стать лучшим дуэтом Греции, непревзойденным по сей день. Они выступали в ночном клубе «Люксембург» в Салониках, где они достигли первого успеха в Афинах, гастролировали вместе по Германии и Соединенным Штатам.
Они пели песни лучших композиторов того времени, таких как Микис Теодоракис, Манос Хадзидакис, Василис Цицанис, Йоргос Замбетас, Апостолос Калдарас, Тодорос Дервениотис, Христос Леонтис. Выступали с известными исполнителями того времени — Григорисом Бификоцисом, Сотирией Беллу.
В 1974 году Маринелла была первым представителем Греции на конкурсе Евровидение. Она заняла одиннадцатое место с песней «Κρασί, θάλασσα και το αγόρι μου». Она также выступала в нескольких греческих мюзиклах, в качестве певицы и актрисы. Её популярность росла. В конце 1960-х, 1970-х и 1980-х гг она записала ряд успешных альбомов и концертов. Маринелла разработала новый стандарт для шоу в греческих клубах, представляя костюмы, танцы и специальные световые эффекты. Многие из популярных греческих певцов современности используют опыт Маринеллы из проведения шоу 80-х годов двадцатого века.
24 июля 1984 года вышел альбом «Μεγάλες στιγμές», его составили интерпретации Маринеллой песен выдающихся мастеров, таких как Димос Муцис, Манос Лоизос, Дионисис Саввопулос, Манос Хадзидакис, Яннис Спанос. В том же году она приняла участие в постановке «Νεράιδα» Маргариты Зорбала.
В 1998 году Маринелла выступает в зале Мегаро Мусики в Афинах, исполняя свои хиты с большим успехом. Её концерт на малом олимпийском стадионе в Афинах в 1999 году прошёл с большим успехом, на концерте присутствовали более 25 000 человек. В 2003 году она сотрудничала с Йоргосом Даларасом. Они давали концерты в Афинах и Салониках, а также за рубежом. Тур под названием «Mazi» («Вместе») имел огромный успех. Компакт-диск из этих представлений достиг платинового статуса.
В 2004 году она выпустила альбом «Ήταν άμμο» с новыми песнями Никоса Антипаса и Лины Николакопулу. В том же году она выступила на церемонии закрытия летних Олимпийских игр 2004, вместе с Димитрой Галани, Харис Алексиу, Яннисом Париосом и Йоргосом Даларасом.
В 2005 году Маринелла выпустила новый альбом под названием «Τίποτα δεν γίνεται τυχαία» («Ничто не случайно»), песни к которому написал известный греческий композитор и поэт Йоргос Феофанус. В альбом были включены дуэты с известными греческими певцами, такими как Антонис Ремос, Гликерия, Костас Македонас. Альбом достиг золотого статуса.

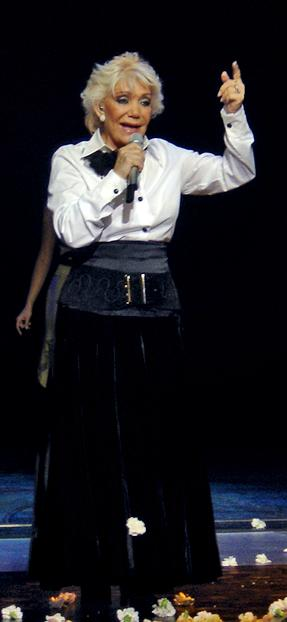
Маринелла во время выступления, 2006 год

В 2006 году вышли два новых альбома Маринеллы, первый под названием «Στη σκηνή» («На сцене») и включающий старые концертные записи, а второй под названием «Τα λόγια είναι περιττά — 50 χρόνια τραγούδι» (8 CDs Boxset), в который вошли хиты Маринеллы с самого начала её карьеры в сотрудничестве с Костасом Хадзисом.
Зимой 2006 года, после 10 лет перерыва, Маринелла возвращается к выступлениям в ночных клубах Афин, каждый вечер она выступает вместе с Антонисом Ремосом. С успехом они продолжают выступления в Салониках в 2007 году. Огромный успех у публики заставляет Маринеллу и Ремоса снова работать вместе и в 2008 году в клубе Афинская Арена с новой программой «Tango Malambo». Программа, как и раньше, вызывает восторженные отзывы, а выпущенный двойной альбом концертных записей Маринеллы и Антониса Ремоса вскоре становится золотым. Зимой 2008—2009 года Маринелла выступает с Яннисом Париосом в Diogenis Studio в Афинах.
11 ноября 2011 года Маринелла, Наташа Феодориду и Панайотис Петракис начали совместные выступления зимним сезоном в клубе «Βοτανικός» в Афинах. 15 февраля 2012 года состоялся концерт «Воспоминания» в Ираклионе на Крите с участием Маринеллы и Наташи Феодориду.
7 и 8 февраля 2012 года Маринелла выступает на Кипре в Никосии вместе с Костасом Карафотисом.
В 2012 году Маринелла вернулась к сотрудничеству с кипрским композитором Йоргосом Феофанусом, записывает новые песни в студии с Феофанусом. 1 апреля 2012 года (годовщина ЭОКА 1955—1959) на всех радиостанциях Греции и Кипра звучала песня Феофануса «Ξύπνα Γληόρη» в интерпретации Маринеллы, 8 мая 2012 Маринелла выступала на одной сцене с Йоргосом Феофанусом в Никосии.
В июне 2012 года — совместный тур Маринеллы и Наташи Феодориду по Австралии: 8 июня — Канберра, 9 июня — Мельбурн, 10 июня — Сидней.

## Благотворительная деятельность
Летом 2006 года Маринелла организует два благотворительных концерта в театре Герода Аттического, а именно для Ассоциации Друзей детей с онкологическими заболеваниями «Elpida».
Осенью 2009 года, Маринелла по собственной инициативе принимает участие в двух благотворительных концертах — дань памяти Стелиоса Казандзидиса, 18 сентября на стадионе в Афинах и 23 сентября на стадионе в Салониках. Средства от концертов были предназначены для строительства общежития для детей-сирот и беспомощных детей с особыми потребностями. В концертах принимали участие Йоргос Даларас, Харис Алексиу, Димитрис Митропанос, Гликерия и Пасхалис Терзис.
9 июня 2012 года в Мельбурне, во время выступлений в Австралии, Маринелла и Наташа Феодориду спели не только для удовольствия публики, а также для благотворительных целей, 10 долларов с каждого билета пошли в фонд «Agapi Care» для ухода за детьми с особыми потребностями.

## Личная жизнь
7 мая 1964 года Маринелла вышла замуж за Стелиоса Казандзидиса. Они расстались в сентябре 1966 года. Маринелла в 1974 году во второй раз вышла замуж за певца Толиса Воскопулоса. Этот брак также закончился разводом в 1981 году. У Маринеллы есть дочь — Джорджина (Τζωρτζίνα Σερπιέρη).

## Награды
- Arion 2007 — Почетный приз за общий вклад в греческую музыку[11].

## Дискография
С начала своей карьеры Маринелла выпустила 66 альбомов. Среди них:
- 1975 — Για Πάντα (с песней на музыку песни Демиса Руссоса From Souvenirs to Souvenirs)[12]
- 1998 — I Marinella Tragouda Kai Thimatai
- 1999 — Me Varka To Tragoudi
- 2004 — Ammos Itane
- 2005 — Tipota Den Ginete Tihea